# Agartha
Pour les articles homonymes, voir Agartha (homonymie).
 (avril 2008).
Si vous disposez d'ouvrages ou d'articles de référence ou si vous connaissez des sites web de qualité traitant du thème abordé ici, merci de compléter l'article en donnant les références utiles à sa vérifiabilité et en les liant à la section « Notes et références ».

Carte supposée du monde souterrain, issu The Goddess of Atvatabar par William R. Bradshaw, en 1892.

L'Agartha, Agarttha, Agarthi, Agardhi ou Asgharta est une cité, un royaume, ou un monde souterrain mythique. Sa description est apparue dans la littérature française au XIXe siècle au sein d'ouvrages romancés témoignant de légendes et de mythes hindouistes et bouddhistes. Le thème réapparaît au début du XXe siècle avec le témoignage, contesté, d'un universitaire aventurier ayant parcouru la Mongolie. Cette légende se lie ensuite aux mythes des mondes disparus (Hyperborée, Atlantide, Lémurie), et à partir des années 1950 aux théories de la Terre creuse. Il a été adopté par des mouvements New Age. L'Agartha est en général présentée comme un monde idéal dépositaire de connaissances ou de pouvoirs surnaturels. Agartha serait un monde souterrain où la violence n'existe pas et la paix règne partout.

## Origine et développement
Le nom « Asgartha » apparait d’abord dans l'œuvre Les Fils de Dieu (1873) de Louis Jacolliot ce mot signifiant « la ville du soleil », puis sous la forme d'Agarttha (ce nom signifie « insaisissable à la violence, inaccessible à l'anarchie ») dans l'ouvrage posthume Mission de l'Inde en Europe, mission de l'Europe en Asie : la question du Mahatma et sa solution (1910) d’Alexandre Saint-Yves d'Alveydre.

### 1873 Louis Jacolliot et l'Asgartha
Dans son ouvrage Les Fils de Dieu, qui fait suite à De la Bible en Inde, Louis Jacolliot nous livre l'histoire de l'Inde depuis ses débuts et son influence sur toutes les autres religions connues qui n'en sont pour lui que des déformations. À la tête de la caste dirigeante des brahmes se trouve le « brahmatma (en samscrit, la grande âme)… chef religieux placé par les brahmes à leur tête, comme une manifestation visible et permanente de Dieu sur la terre. ». Asgartha est l’ancienne cité solaire du grand-prêtre brahmatma.

### 1910 Saint Yves d'Alveydre et l'Agartha
Dans le second, Agartha est un royaume souterrain disposant d’une grande université, centré originellement autour d’Ayodhya en Inde (ville fondée par le premier homme, Manu selon la mythologie védique), puis transférée sous les monts de l’Himalaya en 1800 av. J.-C. Son roi garde un secret qui permet de fabriquer des armes puissantes grâce auxquelles le Christ anéantira le mal et établira la paix. Une partie de son inspiration vient peut-être du royaume de Shambhala décrit dans les textes kalachakra, mais le Shambhala bouddhique n’est pas souterrain.

### 1922, Ferdynand Ossendowski et le «Roi du monde»
L'écrivain et aventurier Ferdynand Ossendowski écrit dans son récit Bêtes, Hommes et Dieux (1923) avoir appris des Mongols eux-mêmes l’existence d’Agartha, pays s’étendant sous la Mongolie, dirigé par le Roi du Monde qui apparaîtra en sauveur en temps utile. En Mongolie, en 1920-1921, le prince Choultoun Beyli lui aurait dit : « Ce royaume est Agartha. Il s'étend à-tous les passages souterrains du monde entier. C'est un grand royaume comptant des millions de sujets sur lesquels règne le Roi du monde. Il connaît toutes les forces de la Nature, lit dans toutes les âmes humaines et dans le grand livre de la Destinée… ». À noter cependant qu'Ossendowski, dans la table ronde plus tard organisée en 1924 par Les cahiers du mois (voir plus bas), affirme ne voir dans l'Agartha et le Roi du Monde qu'un mythe politique : « Je suppose que cette légende a une origine politique. Aucune nation de l’Asie n’étant assez forte pour soutenir temporellement l’impérialisme de la religion jaune, cette fonction a été dévolue à une humanité souterraine et à son chef. Et ainsi les espoirs des Asiates ont le point d’appui nécessaire… en attendant le nouveau Gengis-Khan ». Néanmoins, dès 1925, l’explorateur Sven Hedin met en doute ses affirmations dans Ossendowski et la vérité et affirme qu’il a repris le nom et le concept inventés par les auteurs français.

### 1927, René Guénon etLe Roi du Monde
En 1924, aux côtés de Ferdynand Ossendowski, du philosophe catholique Jacques Maritain et de l'historien René Grousset, René Guénon participe à une table ronde organisée par la revue Les cahiers du mois autour de l'ouvrage du premier. À la suite de cette rencontre, en partie en réaction au scepticisme et aux accusations de plagiat dirigé contre le témoignage d'Ossendowski, Guénon rédige un premier article nommé « Le Roi du monde », daté de novembre 1924 (publié dès 1925 dans le numéro de février-mars de la revue Les cahiers du mois) ainsi que, sous une forme plus complète, dans Atanor, une revue italienne de l'époque. Puis, en 1927, il réutilise ces articles pour la première partie d'un ouvrage à portée plus « doctrinale » : Le Roi du Monde. Comme dans ces derniers, Guénon résume les références antérieures faites dans la littérature à cette notion d'Agarttha, souligne des similitudes mais aussi des originalités dans le récit d'Ossendowski (comme l'histoire d'une « pierre noire » offerte autrefois au Dalaï Lama par le Roi du monde). Surtout, il saisit l'occasion offerte par la polémique pour exposer un « point de doctrine universel » : il existerait sur terre un principe supérieur de gouvernement divin, représenté par la figure du « Législateur primordial » (correspondant à ce que l'hindouisme nomme Manu) ; pour chaque grand cycle de l'humanité ce dernier est personnifié par un être spirituellement éveillé, le Roi du monde, vivant dans une communauté inaccessible au reste des hommes, qui est l'Agarttha. Par l'interprétation des symboles de diverses traditions Guénon décrit l’universalité de ce mythe mais aussi, ce faisant, celui du centre primordial de toutes ces traditions spirituelles, c'est-à-dire le « Paradis terrestre ».

### Autres sources
Une autre source concernant cette civilisation souterraine est The Smoky God (en) (1908) de Willis George Emerson (en). L'auteur présente le livre comme la relation d'un marin norvégien nommé Olaf Jansen concernant son voyage vers le Grand Nord et son aventure au centre de la Terre. Durant deux années, il aurait habité dans des villes souterraines avec les habitants des colonies du réseau souterrain. Selon lui, ils mesureraient plusieurs mètres de haut, seraient blonds aux yeux bleus, auraient la peau très claire et auraient l'air de grands dieux. Il compare la capitale, Shamballa, au jardin d'Eden. Jansen n'utilise pas le nom d'Agharta, mais Emerson le choisit pour un ouvrage ultérieur intitulé Agartha — Secrets of the Subterranean Cities. Il y prétend qu’il provient des croyances bouddhistes de la civilisation du centre de la Terre décrite dans l’ouvrage. Selon l’œuvre, le réseau souterrain serait composé de plusieurs colonies ou villes dont Shamballa ou Telos. Toutes possèderaient leur propre écosystème accessible par des entrées dissimulées dans certains lieux comme des montagnes, et toutes les villes seraient reliées par un système de transport rapide. Ses habitants seraient les survivants d’antiques civilisations telles que celles des Atlantes ou des Lémuriens, qui auraient apporté sous terre leurs connaissances et textes sacrés.
Dans les années 1920, le monde infra-himalayen ou infra-mongol d’Agartha est mentionné par Nicholas et Helena Roerich.
Après la Deuxième Guerre mondiale, Agartha revient associé à Shambhala dans des ouvrages exposant de possibles contacts entre le IIIe Reich et les forces occultes d’Himalaya et d’Asie Centrale, comme Le Matin des Magiciens (1962) de Louis Pauwels et Jacques Bergier, Nazisme et Sociétés Secrètes (1974) de Jean-Claude Frère et, plus documenté, Hitler, l'élu du Dragon de Jean Robin. Agartha, pays fondé par des Hyperboréens dans le désert de Gobi, aurait été englouti par la terre à la suite d’un cataclysme. Une partie de ses habitants se réfugia sous l’Himalaya où ils fondèrent un centre de savoir nommé aussi Agartha, tandis qu’une autre partie voulut retourner en Hyperborée, mais s’arrêta en chemin et fonda Shambhala, double mauvais d’Agartha. La société de Thulé aurait recherché l’aide de Shambhala, mais ce fut Agartha qui se proposa. Selon Spear of Destiny (1973) de Trevor Ravenscroft, Agartha serait voué au bien et Shambhala au mal.
À la fin des années 1950, Henrique Jose de Souza, président de la société théosophique brésilienne, proposa que les Ovnis provenaient de l’Agartha, monde intra-terrestre dont la capitale est Shambhala.

### Thèmes associés
Le mythe d’Agartha a absorbé d’autres thèmes ou croyances liés au monde souterrain.
Ainsi, le Vril, inventé par Edward Bulwer-Lytton dans son roman The Coming Race (1871), force psychokinétique possédée par la race souterraine des Vril-ya. Le thème fut développé par Louis Jacolliot, auteur navigant entre la fiction, l’utopie politique et la description fantaisiste de la civilisation indienne, puis pris au sérieux par de nombreux lecteurs. Helena Blavatsky et les théosophes acceptèrent son existence. Raymond Bernard (pseudonyme) fut le premier à relier le monde du Vril aux théories de la Terre creuse dans son livre The Hollow Earth (1969). Agartha est parfois décrit comme dépositaire du Vril.
Dans les années 1970, le mythe du monde souterrain connut une résurgence, centré cette fois sur l'Amérique du Sud ; bien que le nom d'Agartha ne soit pas mentionné, le lien fut fait par certains et aboutit à l'hypothèse d'entrées amazoniennes (Manaus, Mato Grosso) vers l'Agartha. En 1974, Erich von Däniken publia L’Or des dieux dans lequel il prétendait avoir découvert au Venezuela, avec l’aide d’un dénommé Juan Moricz, un système de galeries qui s’étendrait sous toute l’Amérique du Sud. En 1976 parurent les Chroniques d’Akakor du journaliste allemand Karl Brugger. Il y révélait l’existence d’un lieu souterrain dans lequel vivrait une mystérieuse tribu amazonienne héritière d’une civilisation extraterrestre ; ils y auraient accueilli en 1942 deux mille soldats allemands arrivés en sous-marin. Son informateur Tatunca Nara, prétendu chef de la tribu, s’avéra plus tard être un aventurier allemand, Günther Hauck.

## Description
Agartha serait un royaume souterrain relié à tous les continents de la Terre par l'intermédiaire d'un vaste réseau de galeries et de tunnels.
Le Royaume de l'Agartha est aussi à la base de la théorie des partisans de la Terre creuse, affirmant que l'intérieur de la Terre n'est pas uniquement composé de matière solide, mais aussi d'océans, de masses de terre auxquels on peut accéder par des entrées présentes au pôle Nord comme au pôle Sud, ou à travers de profondes failles de la surface de la planète.

## Entrées
On[Qui ?] situe quelques entrées supposées du Royaume d'Agartha dans les endroits suivants[réf. nécessaire] :
- Cueva de los Tayos, Équateur
- Désert de Gobi, Mongolie
- Grotte de la sibylle de Colchide, mont Atlas, Géorgie
- Grotte de la sibylle de Cumes près de Naples, Italie
- Chutes d'Iguaçu, Argentine
- Mammoth Cave, Kentucky, États-Unis
- Manaus, Brésil
- Mato Grosso, Brésil
- Mont Époméo, Ischia, Italie
- Pôle Nord
- Pôle Sud
- Pyramide de Khéops, Égypte
- Uluru (Ayers Rock), Australie
- Bugarach (Aude) France
- Pertuis Néanti (Dans la forêt de Brocéliande du roi Arthur) en Bretagne (France)
- Sous la patte droite (par un escalier) du Sphinx de Gizeh
- Grottes (par le Ngog Lituba, monticule rocheux) au Cameroun
- Cathédrale Saint-Étienne de Meaux
- Toilettes du hall principal de CPE Lyon, Villeurbanne
- Église Saint Vigor de Ménil-Gondouin

## Évocations artistiques

### Littérature
Outre les ouvrages évoqués plus haut, notons :
- 1914 – 1944 : Les romans du cycle de Pellucidar d'Edgar Rice Burroughs.
- 1988 : Umberto Eco fait référence à l'Agartha dans son roman Le Pendule de Foucault.
- 2008 : Le Rasoir d'Ockham de Henri Lœvenbruck,.
- 2010 : Dans les coulisses de l'Agartha de Louis de Maistre, Arche, Milan (ISBN 978-8872523063).
- 2013 : Agartha - Le temps des Selkies d'Arnauld Pontier, Éditions Asgard, 2013.

### Cinéma
- 2010 : Talma et le mythe d'Agharta de Dario Duran
- 2011 : Voyage vers Agartha de Makoto Shinkai
- 2012 : Nazis at the Center of the Earth de Dominique Swain et Jake Busey

### Bande dessinée
- Le manga Fullmetal Alchemist.
- Le fumetti Martin Mystère d'Alfredo Castelli.
- Les manga Les Enfants d'Agartha et Hoshi wo Ou Kodomo tous deux adaptés du film Voyage vers Agartha de Makoto Shinkai.
- 1993 – 1997 : Labyrinthes de Dieter et Jean Denis Pendaux, dont le tome 4 se nomme Les Maîtres de l’Agartha.
- 1997 –  2017 : Agartha est un manga en 9 volumes créé par Takaharu Matsumoto rattaché à la catégorie des seinen. Les personnages évoluent dans un univers post-apocalyptique où l’eau, un des thèmes centraux de la série, est l’enjeu d’affrontements. Cet univers où cet élément essentiel à l’existence est fortement contingenté est assimilé à une vision infernale de l'Agartha du mythe.
- 2002 : Les Seigneurs d’Agartha d’Isabelle Plongeon et Philippe Briones.
- 2009 : La Déesse noire, dixième épisode de la série B.P.R.D., de Mike Mignola, John Arcudi et Guy Davis, éd. Delcourt.
- 2024 : Ether d'Étienne Chaize, dans un monde mythologique où un petit groupe de rescapés du sac de la ville d'Ur entame un long périple parsemé d'embûches afin de protéger le feu sacré de leur ancienne cité qui les guidait depuis toujours et de trouver un nouveau foyer, à l'abri de tous dangers, la mythique Agartha.

### Musique
- 1975 : Un album live de Miles Davis a pour titre Agharta.
- 1998 : Un titre du DJ et producteur Afrika Bambaataa.
- 2009 : Un titre de Sunn O))), « Agartha », sur l'album Monoliths & Dimensions (en).
- Un club de jazz à Prague : L'Agartha Club.
- 2008 : Les Chants de l'Agartha[10] de Guillaume Connesson pour violoncelle et piano
- 2012 : Un titre de ZUN, « アガルタの風 » (Vent d'Agartha), sur l'album 伊弉諾物質　～ Neo-traditionalism of Japan - sortie le 11 août.
- 2017 : Le premier album studio de Vald a pour titre Agartha. Gizeh de Vald ou il cite "il n'y a que du royaume d'Agartha que je veux l'adhésion"

### Jeux de rôle
- 1992 : Nephilim, de Frédéric Weil et Fabrice Lamidey (Multisim, ).
- 2009 : Aventures dans le Monde Intérieur, de Mikaël Cheyrias (La Boîte à Polpette , 2009).

### Jeux vidéo
- 1988 : Un des niveaux du monde 4 de Super Mario Bros 3 comporte un tuyau qui mène à un souterrain peuplé de créatures peu amicales.
- 1999 : Toy Commander (No Cliché), sur une étagère on peut trouver un livre intitulé "AGARTHA, les enfants du premier monde", probablement en référence au jeu du même studio, et notamment même réalisateur (Frédérick Raynal), Agartha (annulé en 2001).
- 2000 : Agartha: The Hollow Earth (Aniware).
- 2008 : Soul Bubbles (Mekensleep) dont le dernier monde est Agartha[11]. Comme Frédérick Raynal a participé à sa réalisation, il peut s'agir là encore d'une référence à Agartha
- 2010 : Castlevania: Lords of Shadow (Konami).
- 2012 : The Secret World, MMORPG, (Funcom).
- 2012 et 2015 : Call of Duty: Black Ops 2 et Call of Duty: Black Ops 3.
- 2013 : Agharta Corp : Jeu/site en relation avec le roman d'Arnauld Pontier Agartha - Le temps des Selkies (Éditions Asgard).
- 2017 : Fate/Grand Order incorpore un chapitre d'histoire annexe qui s'intitule "Agartha" et qui relate l'histoire d'une civilisation souterraine. Helena Blavatsky y fait une apparition.
- 2019 : Fire Emblem Three Houses : au sein du continent de Fodlán s’y trouve un royaume déchu dans les entrailles de la terre se nommant Agartha. L’organisation des serpents noirs s’y sont terré le temps de prendre leur revanche sur Seiros.
- 2020 : Little Orpheus y fait mention lors d'un de ses chapitres